# Lube czasy
Lube czasy – zbiór felietonów Stanisława Lema po raz pierwszy wydany w 1995 nakładem wydawnictwa Znak. Książka zawiera wybór tekstów Lema drukowanych pierwotnie w „Tygodniku Powszechnym” w latach 1994–1995, w ramach serii „Świat według Lema”. Wyboru i redakcji dokonał Tomasz Fiałkowski. Kontynuacją zbioru jest tom Dziury w całym.

## Spis utworów
- I. Za grzbietem wieku
  - Wiek papieru ściernego
  - Iskra nie zadeptana
  - Zagłada i jej uwertura
  - Poza granicą pojmowania
  - Dziedzictwo praczłowieka?
  - Podziemna rzeka
  - Na szlakach bałkańskiej wagi
  - Szklany but
  - Prawo silniejszego
  - Hamulcowe klocki
  - Po wyjściu z Egiptu
  - Szalona lokomotywa

- II. Informacyjny prysznic
  - Krótkie spięcie
  - Pod prysznicem
  - Jętka jednodniówka
  - Tarcza i miecz
  - Księżyc z zielonego sera
  - Telekracja i przemoc

- III. Cena wolności
  - Podatek od zaniżonej wartości
  - Worek z krwią
  - Lube czasy
  - Czy wolno jeść szpinak
  - Arytmetyka i etyka
  - Powrót do prajęzyka
  - Godności i zaszczyty
  - Dwie cenzury
  - Co się stanie z Heleną

- IV. Koszmary futurologa
  - „Halo, tu jesteśmy!”
  - Księżycowe requiem
  - Błękitna planeta
  - Zmienna niezależna
  - Technologia i ciało
  - Dwa pantofle i drabina
  - Genetyczna ruletka
  - W pracowni rusznikarza

- V. Powrót do przeszłości
  - Z żabiej perspektywy
  - Mieszanina pamięci
  - Zapach minionego
  - Gdy ziemia dygoce
  - Przeszłość otwarta
  - Przystań na Wiślnej
  - Busola z Maisons–Laffitte
  - Okrutny mecenas
  - Goście z Petersburga
  - Uzwyczajnienie

- VI. Cud nie chciany?
  - Miazga
  - Między młyńskimi kamieniami
  - Na powierzchni i w głębi
  - Gdzie wzrok nie sięga
  - Bez przeszłości, bez przyszłości
  - Irracjonalizm i narodowe charaktery